# Полиция Королевства Тонга
Тонгайские полицейские силы (англ. Tonga Police Force) — орган поддержания закона и порядка на территории Королевства Тонга. Основной функцией королевской полиции является сохранение мира, защита жизни и собственности граждан, предотвращение и выявление преступлений и другие функции, предусмотренные законодательством. Полиция Тонга возглавляется министром полиции, пожарной защиты и тюрьм, который несёт ответственность перед Кабинетом министров.

## Историческая справка
Первые подразделения по поддержанию общественного порядка (прообраз современной полиции) появились на острове Тонгатапу ещё в 1868 году. Начиная с 1942 года в составе полиции служат и женщины. Как и вооружённые силы сотрудники полиции участвуют в миротворческих миссиях. В сентябре 2003 года 10 сотрудников (в том числе одна женщина) были отправлены на Соломоновы острова.
Численность на 2000 г. — 418 человек. После волнений в Нукуалофе численность полицейских сил была незначительно увеличена.

## Современное состояние
В состав Полиции входят: 4 территориальных отделения полиции, училище тонганской полиции (англ. Tonga Police Training School), (кроме того спец.подразделения проходят подготовку в учебном центре вооруженных сил), специальная группа контроля дорожного движения, отдел безопасности (расследований) и пожарные части. Штаб-квартира располагается в Нукуалофа.
С 2008 года командиром полиции являлся бывший представитель Ново-Зеландской полиции в Канберре — Крис Келли. Это первый не тонгаец на этом посту. Поскольку в соответствии с законом о полиции, комиссаром не может являться человек старше 60 лет, правительство отказалось в продлении контракта (Келли 61 год) и в данный момент пост комиссара полиции временно занимает министр полиции. В 2005 году в стране было совершено 2932 преступлений (в 2002 году — 2517). Из них: против личности человека — 652, собственности — 1952.

## Техническое оснащение
На вооружении лёгкое стрелковое оружие (121 единица) и слезоточивый газ на случай гражданских волнений. На обычное патрулирование полицейские не носят огнестрельного оружия.
В качестве патрульных используются в основном автомобили «Тойота». Существуют также мобильное подразделения на квадроциклах. Интересно, что какой то стандартной окраски для полицейских машин нет. На острове Тонгатапу автомобили темно-синего цвета, а полученные из Австралии машины так и остались в окраске полиции Австралии. На острове Вавау автомобили белого цвета. Общее у них только светотехническая система на крыше и надпись Police, которая так же располагается без какой либо стандартизации.